# AFC North
Die AFC North ist eine der vier Divisions der American Football Conference (AFC). Die AFC ist neben der National Football Conference (NFC) eine der beiden Conferences der National Football League (NFL). Diese beiden Conferences sind geographisch, nach den vier Himmelsrichtungen, in je vier Divisions unterteilt. Die AFC und NFC sind nicht nach der geographischen Lage unterteilt. So spielen die New York Giants in der NFC und die New York Jets, die sogar dasselbe Heimstadion wie die Giants nutzen, in der AFC.
Die AFC North wurde 1970, im Zuge der Aufteilung der NFL in NFC und AFC geteilt als AFC Central gegründet. Als die NFL 2002 auf 32 Teams erweitert wurde, gab es eine weitere Umstrukturierung der Teams und die AFC North bekam ihren jetzigen Namen.

## Mitglieder
Die folgenden Teams sind aktuell in der AFC North vertreten:
| Team                | Stadt/Region   | Stadion             | Gegründet           | NFL-Beitritt | Head Coach      | Besitzer        |
| ------------------- | -------------- | ------------------- | ------------------- | ------------ | --------------- | --------------- |
| Baltimore Ravens    | Baltimore, MD  | M&T Bank Stadium    | 9. Feb. 1996        | 1996         | John Harbaugh   | Steve Bisciotti |
| Cincinnati Bengals  | Cincinnati, OH | Paycor Stadium      | 23. Mai 1967 (AFL)  | 1970         | Zac Taylor      | Mike Brown      |
| Cleveland Browns    | Cleveland, OH  | FirstEnergy Stadium | 4. Juni 1944 (AAFC) | 1950         | Kevin Stefanski | Jimmy Haslam    |
| Pittsburgh Steelers | Pittsburgh, PA | Acrisure Stadium    | 8. Juli 1933        | 1933         | Mike Tomlin     | Art Rooney II   |

Gegründet wurde sie mit den Houston Oilers (die jetzigen Tennessee Titans), den Browns, Bengals und Steelers. Die Steelers sind das einzige Team, welches dieser Division seit 1967 ununterbrochen angehört, denn die anderen Mannschaften spielten entweder zwischenzeitlich in anderen Divisionen, wurden erst später gegründet oder waren, wie im Fall der Browns, zeitweise nicht mehr existent.
Teams, die zeitweise in der AFC North vertreten waren, sind: Houston Oilers/Tennessee Oilers/Tennessee Titans (1970–2002) und die Jacksonville Jaguars (1995–2002).

## Play-off-Statistiken
Statistiken bis einschließlich 2024
| Team                | Division-Meisterschaften | Jahr(e) | Play-off-Teilnahmen | AFC Championships | Super-Bowl-Siege |
| ------------------- | ------------------------ | --- | ------------------- | ----------------- | ---------------- |
| Pittsburgh Steelers | 24                       | 1972, 1974, 1975, 1976, 1977, 1978, 1979, 1983, 1984, 1992, 1994, 1995, 1996, 1997, 2001, 2002, 2004, 2007, 2008, 2010, 2014, 2016, 2017, 2020 | 34                  | 8                 | 6                |
| Cincinnati Bengals  | 10                       | 1970, 1973, 1981, 1988, 1990, 2005, 2009, 2013, 2015, 2021, 2022                                                                               | 16                  | 4                 | 0                |
| Cleveland Browns    | 9                        | 1967, 1968, 1969, 1971, 1980, 1985, 1986, 1987, 1989                                                                                           | 26                  | 0                 | 0                |
| Baltimore Ravens    | 8                        | 2003, 2006, 2011, 2012, 2018, 2019, 2023, 2024                                                                                                 | 16                  | 2                 | 2                |